# La Geganta Adormida
La Geganta Adormida és una muntanya de 1.182 metres que es troba al municipi de Baix Pallars, a la comarca del Pallars Sobirà.